# Квон Чхан Хун
Квон Чхан Хун (кор. 권창훈, общепринятая латинская транскрипция — Kwon Changhoon; род. 30 июня 1994, Сеул) — южнокорейский футболист, атакующий полузащитник корейского клуба «Сувон Самсунг Блюуингз» и сборной Республики Корея, выступающий на правах аренды за армейский клуб «Кимчхон Санму» (проходит службу по призыву в южнокорейской армии).

## Клубная карьера
Квон Чханхун — воспитанник академии «Сувон Самсунг Блюуингз», был переведён в основной состав клуба в 2013 году. Его профессиональный дебют состоялся 3 апреля в матче Лиги чемпионов АФК 2013 против японского клуба «Касива Рейсол». Впервые на поле в Кей-лиге Квон вышел 6 апреля в матче против «Тэгу».
В январе 2017 года Квон перешёл во французский «Дижон», с которым заключил контракт на три с половиной года. Сумма трансфера составила 1,5 млн евро. В чемпионате Франции Квон дебютировал 19 февраля 2017 года в матче с «Лионом». Всего в неполном дебютном сезоне он провёл за «Дижон» восемь матчей, результативными действиями не отметился. Сезон 2017/18 Квон провёл на высоком уровне, забив 11 голов в 34 матчах чемпионата Франции. Весной 2018 года за Квоном следили скауты английского «Тоттенхэм Хотспур». В последнем матче сезона 2017/18 Квон получил разрыв ахиллова сухожилия, из-за чего выбыл на длительный срок. Лишь в декабре 2018 года он сыграл свой первый матч после травмы. В сезоне 2018/19 Квон сыграл лишь 19 матчей в чемпионате Франции, в которых отметился двумя забитыми голами.
В июне 2019 года Квон перешёл в немецкий «Фрайбург», с которым заключил контракт на два года.

## Выступления за сборную
Квон Чханхун был в составе сборной Республики Корея до 19 лет, выигравшей в 2012 году молодёжный чемпионат Азии. В 2013 году в составе сборной Республика Корея до 20 лет принимал участие в молодёжном чемпионате мира.
Впервые в основную национальную сборную Квон был вызван 2015 году на матчи Кубка Восточной Азии. Его дебют за сборную состоялся 2 августа в матче против Китая. Свой счёт голам за сборную Квон открыл 3 сентября 2015 года, сделав «дубль» в матче второго раунда квалификации к чемпионату мира 2018 против сборной Лаоса, который закончился со счётом 8:0 в пользу корейцев. Финальную стадию чемпионата мира 2018 года Квон вынужден был пропустить из-за травмы.